# Monte Sasso
Il Monte Sasso (detto anche Sasso di Cavallasca), è una montagna situata nei pressi del confine italo-svizzero. Si trova sopra Cavallasca, un paese a pochi chilometri da Como e, con la misura di 614 (o 618) m s.l.m., è la cima più alta fra quelle appartenenti al Parco della Spina Verde. Il monte è ricco di natura, arte e storia e, dalla sua sommità, si godono sempre spettacolari panorami. Sulla cima ovest è presente un agriturismo di nome "L'Agrifoglio".

## Descrizione
Il rilievo è costituito principalmente da rocce sedimentarie di ambiente marino databili dal Mesozoico (Giurassico-Cretaceo; Calcare di Domaro e Maiolica; calcari prevalenti) all'Oligocene (Gruppo della Gonfolite; marne, arenarie e conglomerati), con un'estesa copertura morenica derivata dell'ultima era glaciale (Pleistocene).

## Trincee di guerra
Una delle maggiori attrazioni del Sasso di Cavallasca sono le numerose trincee, che si estendono dalla località Colombirolo fino a Monte Olimpino. Si tratta fortificazioni costruite nell'ambito della Frontiera Nord, il sistema difensivo popolarmente noto come Linea Cadorna, realizzato per difendere il territorio della Pianura Padana nel caso di un'invasione da parte degli imperi centrali (Austria e Germania) attraverso la neutrale Svizzera.
Dopo la fine della guerra, nel 1918, il sistema difensivo fu abbandonato. I resti delle trincee sono tuttora visitabili e costituiscono una delle mete preferite dai turisti per la presenza di numerose e interessanti strutture. In particolare si possono vedere trincee scoperte, gallerie, ricoveri e depositi in caverna per i materiali e per viveri, stanze, cunicoli scavati nella roccia, postazioni di avvistamento, targhe del Genio Militare, abbeveratoi e anche postazioni per fucilieri e per mitragliatrici.

## Recupero vestigia
il 22 novembre 2008 l'Associazione Nazionale Alpini, Sezione di Como in collaborazione con il parco della Spina Verde ha restituito dopo 3 anni di lavori le vestigia recuperate del "Fortino del Monte Sasso", una delle opere inserite nelle fortificazioni del territorio.

## Due punti panoramici
Sul monte Sasso vi sono anche due punti panoramici che attirano moltissime persone per la spettacolare vista che si può godere dalla loro posizione.
Dal primo è possibile vedere la collina del "monte Goj", il "monte Tre Croci", i comuni di Cavallasca e di San Fermo della Battaglia, la prosecuzione della collina del Parco verso Parè e Drezzo nonché, sullo sfondo, la cerchia morenica e la pianura padana con Milano, nelle giornate terse gli Appennini, segnatamente il Monte Lesima e il Monte Penice.
Dal secondo punto panoramico chiamato "Pin Umbrela" per la presenza di un pino marittimo, simbolo dell'ex club sciistico di Monte Olimpino, è possibile ammirare la meravigliosa veduta sulla collina di Cardina, sul monte Bisbino, sui paesi di Cernobbio, Maslianico, Rovenna, Piazza, Santo Stefano e sul primo bacino del lago di Como.

## Opere architettoniche
Un'altra delle mete più visitate è la chiesetta dei Pittori che sorge in località "Colombirolino". Essa è sopraelevata rispetto alla strada ed è costruita lungo il corso del fiume Seveso. È di color rosa, con quattro lesene gialle ai lati del portone d'ingresso. Tra queste, due cavità blu movimentano la facciata che termina con un frontone triangolare, al di sopra del quale spicca un campanile a vela. I decori della porta sono in rame e rappresentano San Rocco a cui è dedicata la chiesa, costruita nel 1857 e consacrata l'anno successivo. Il nome "dei Pittori" deriva dal fatto che furono chiamati 14 diversi artisti, nel 1978, per decorare le 14 stazioni della Via Crucis.
Un'altra importante opera architettonica che si trova sul monte è la scala del Paradiso. È una scala con più di 900 gradini che collega Ponte Chiasso con il Sasso di Cavallasca. La scala fu costruita agli inizi del secolo scorso dalla Guardia di Finanza per agevolare il controllo del confine italo-svizzero.

## Flora e fauna
Il bosco è caratterizzato da latifoglie, con in primo piano il castagno, ma non mancano betulle, nocciòli, ciliegi selvatici, e faggi.
La fauna è quella tipica collinare. In particolare nei boschi del monte Sasso si possono trovare alcune specie di mammiferi, tra cui lo scoiattolo comune, il ghiro, la lepre comune, la volpe e la faina. Sono presenti anche molte specie di uccelli, sia stanziali che migratori, come il picchio, il corvo, il pettirosso, l'usignolo, il merlo, il fringuello, la cinciarella e il nibbio bruno.
Non mancano rettili come la lucertola, l'orbettino, lo scorzone e qualche vipera. Negli ambienti umidi presso i ruscelli e le piccole raccolte d'acqua, si possono trovare anche varie specie di anfibi, tra cui le rane rosse, il rospo, la salamandra e, se si è fortunati, si può avvistare anche qualche gambero di fiume.

## Sport
Sono decine i sentieri che percorrono in lungo ed in largo l'intero monte e son percorribili a piendi, a cavallo ma il metodo migliore rimane la bici, che sia una mountain-bike normalissima oppure una specialissima da downhill, i vari sentieri son praticabili da tutti senza problemi. Troviamo da lievi pendii a discese che richiedono molta attenzione se si vogliono percorrere al massimo. Tra i sentieri che val la pena menzionare ricordiamo il Pin Umbrella con la sua vista panoramica sul bacino del lago di Como e la stupenda Scala Paradiso (tra l'altro accanto ad essa sta nascendo un piccolo sentiero da discesa molto tecnico.